# Будинок школи (вулиця Франка, Ніжин)
Будинок школи — пам'ятка архітектури місцевого значення у Ніжині. Нині тут розміщується загальноосвітня школа І-ІІ ступенів № 12.

## Історія
Спочатку об'єкт було внесено до «списку нововиявлених пам'яток архітектури» під назвою «Земська школа».
Наказом Міністерства культури і туризму від 21.12.2012 № 1566 надано статус «пам'ятник архітектури місцевого значення» з охоронним № 10058-Чр під назвою «Будинок школи».

## Опис
Будинок побудований для земської школи на початку ХХ століття на розі сучасних вулиць Франка та Стасового провулка.
Одноповерховий, кам'яний, Г-подібний у плані будинок, зі скатним дахом. Фасад оздоблений орнаментальною цегляною кладкою. Фасад акцентований пілястрами. Профільований карниз, що вінчає, на кронштейнах оперізує будівлю. У прямокутних нішах розташовані прямокутні віконні отвори, прикрашені лиштвою. Вхідні двері (з боку вулиці Франка) з фрамугою над нею та з боків, тут над дверима карниз завершується фронтоном зі світловим вікном (люкарною).
Нині тут розміщується загальноосвітня школа І-ІІ ступенів № 12.